# Constantino III de Abjasia
Constantino III (en georgiano: კონსტანტინე III) fue Rey de Abjasia de c. 894 a 923. Era hijo y sucesor de Bagrat I de la dinastía Achba.

## Vida

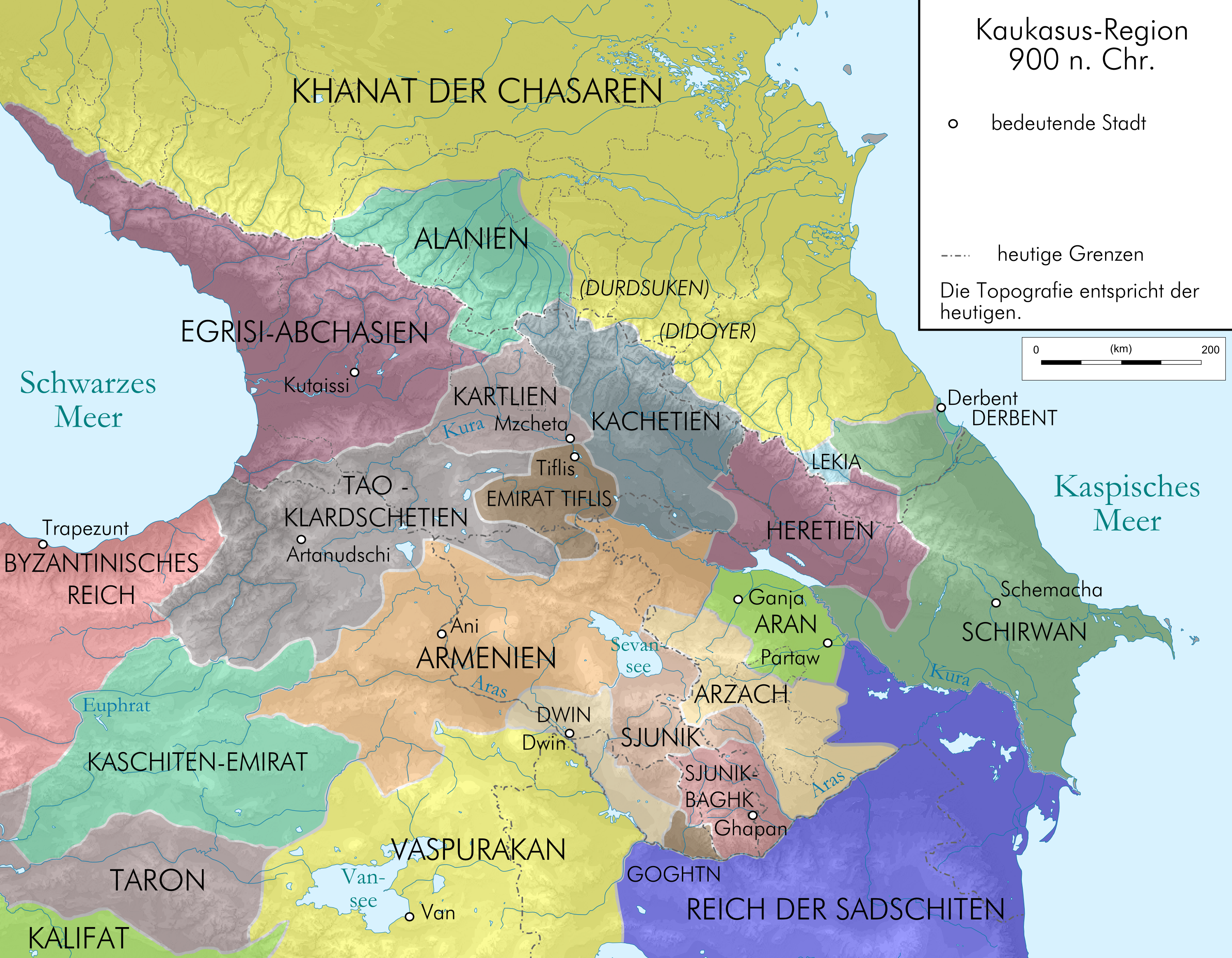
Mapa del Reino de Abjasia y países vecinos alrededor de 900.

El reinado de Constantino estuvo marcado por la lucha constante por la hegemonía en Georgia. Las crecientes tendencias expansionistas del reino llevaron a la ampliación de su territorio hacia el este. En 904 se había anexionado una porción significativa de Kartli, acercando sus fronteras hasta el área cercana al Emirato de Tiflis (actual Tbilisi). 

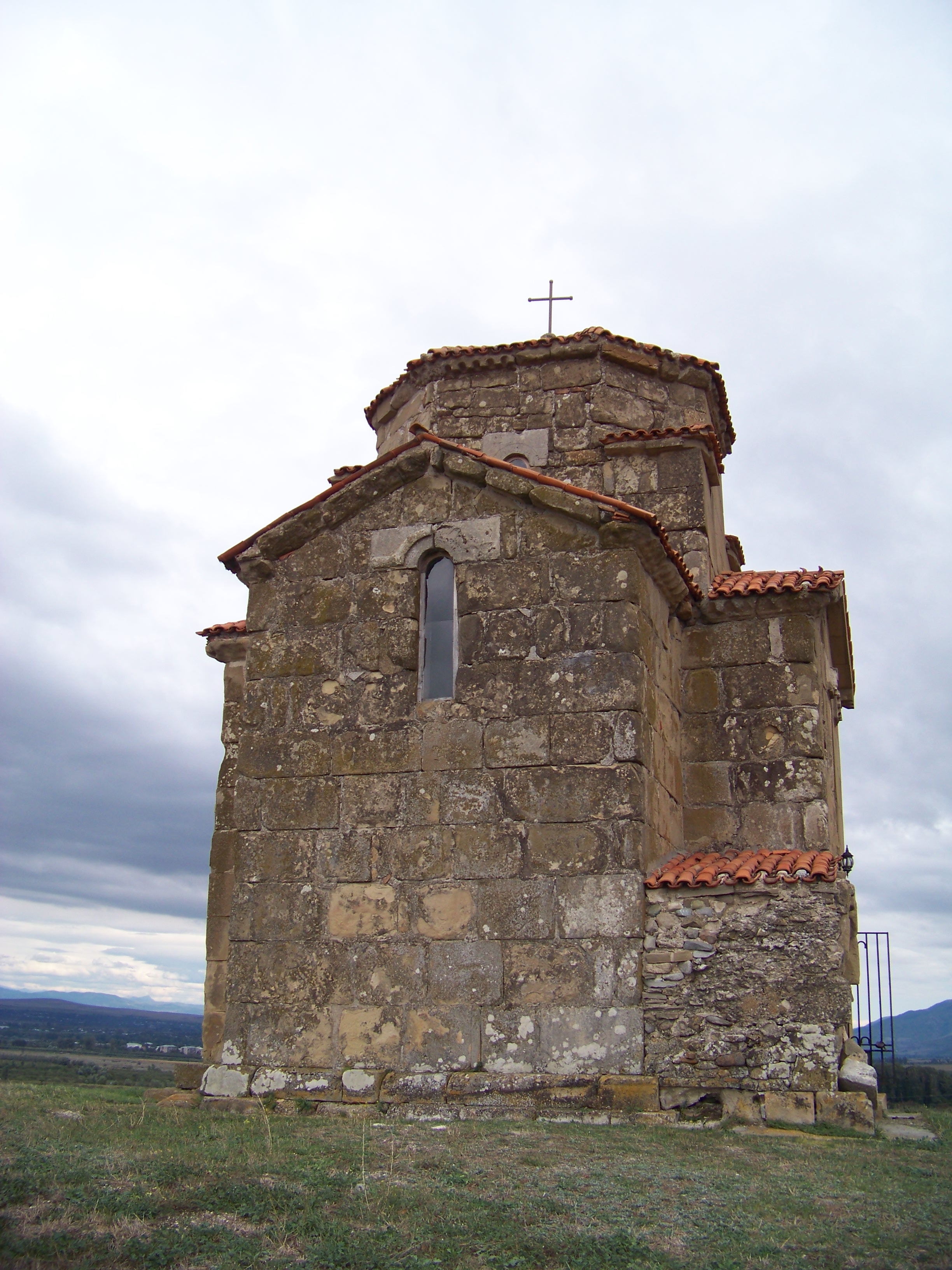
La iglesia de Samtsevrisi construida por Constantino III de Abjasia

En primer lugar, tuvo que afrontar la alianza del Rey Smbat I de Armenia y Adarnase IV de Iberia. Los dos hombres colaboraron para derrotar a Constantino, su pariente común, que competía con Adarnase por la hegemonía en la Iberia interior y con Smbat por Gogarene. Adarnase capturó a Constantino y le entregó a Smbat, que le encarceló en Ani. Smbat, no obstante, lo liberó para poder aliarse con él frente a los musulmanes. Esta alianza se vio rubricada por el matrimonio de Constantino con la hija de Smbat. Este movimiento, aun así, girado Adarnase contra Smbat. En 912, cuándo el Emir Yusuf ibn Abi'l-Saj invadió Armenia, Smbat intentó refugiarse en Abjasia, pero Adarnase no le dejó cruzar sus territorios y fue finalmente capturado y colgado en Dvin (914). Posteriormente, Yusuf ibn Abi'l-Saj aprovechó la situación para devastar el Tao-Klarjeti. Esta campaña era una de los últimos intentos importantes por parte de los Abasíes para retener el control de Georgia, que en que tiempo era un mosaico de estados nativos y posesiones musulmanas. A raíz de la campaña, Tao-Klarjeti quedó debilitado y Constantino III utilizó la debilidad de Adarnase para restaurar su autoridad sobre Kartli. Adarnase fue relegado a su patrimonio bagrátida en Tao y se vio forzado a prestarle vasallaje a Constantino III. Este fue el principio de casi sesenta años de dominación Abjasa sobre Tao-Klarjeti. Al año siguiente, Constantino se alió con Kvirike I de Kakheti y ambos invadieron Hereti (principalidad en las marcas georgiano-albanesas) y se repartieron sus principales fortalezas.
Constantino III intentó también ampliar su influencia sobre Alania apoyando su Cristianización.

## Familia
Constantino III se casó con una hija de Adarnase IV de Iberia:

### Descendencia
- Hija anónima, casada con Ashot de Klarjeti
- Jorge II, rey del Abjasia de 916 hasta 960.
- Bagrat II, co-rey de Abjasia.